# Uitzil
Uitzil es una localidad del municipio de Motul en el estado de Yucatán localizado en el sureste de México.

## Toponimia
El nombre (Utzil) proviene del idioma maya.

## Hechos históricos
- En 1995 cambió su nombre de Uitzil a San Antonio Utzil.
- En 2000 cambió su nombre a Uitzil.

## Demografía
Según el censo de 2005 realizado por el INEGI, la población de la localidad era de 0 habitantes.
| 94                          | 12 | 17 | 28 | 36 | 20 | 19 | 12 | 13 | 18 | 12 | 0 |
| (Fuente: INEGI [Consultar]) |    |    |    |    |    |    |    |    |    |    |   |